# Palau de la Merced (Córdoba)
El palau de la Merced, antic convent de la Merced Calzada, com a palau avui dia és la seu de la Diputació Provincial de Còrdova, i es troba a Còrdova (Espanya).

## Antic convent de la Merced
Tradicionalment l'origen i fundació d'aquest convent va unit a la figura de sant Pere Nolasc, a qui el rei Ferran III de Castella va donar la basílica de Santa Eulàlia després de la conquesta de la ciutat. L'edifici ha sofert nombroses transformacions des de la seva fundació. El conjunt actual és obra del segle xviii, encara que reformat en 1850, quan va ser destinat a hospici, i el 1960, per adaptar-lo a seu de la Diputació Provincial, adquirint la seva actual fisonomia sota la direcció de l'arquitecte Rafael de la Hoz Arderius. El gener de 1978 l'església va sofrir un gran incendi provocat per un dement que va destruir el retaule major i tots els estris que l'adornaven. Actualment es procedeix a la seva recuperació, a costa de l'esmentat organisme.
L'Antic convent de Nuestra Señora de la Merced està declarat Bé d'Interès Cultural en la categoria de monument des de l'any 2008.

## Antic lloc sagrat
En les excavacions realitzades per construir el garatge entre els anys 1973 - 1974, van aparèixer restes d'una construcció de carreus romans que van aportar abundant ceràmica aretina del tipus H 8. Amb anterioritat havien aparegut restes d'un baptisteri i d'una cripta, que va ser identificada amb la de Santa Eulàlia. Alguns historiadors han pensat que es tracta d'una construcció visigoda de l'època de Recared, si bé no es descarta la possibilitat que pogués ser de l'època paleocristiana.

## De la pietat medieval a la magnificència barroca

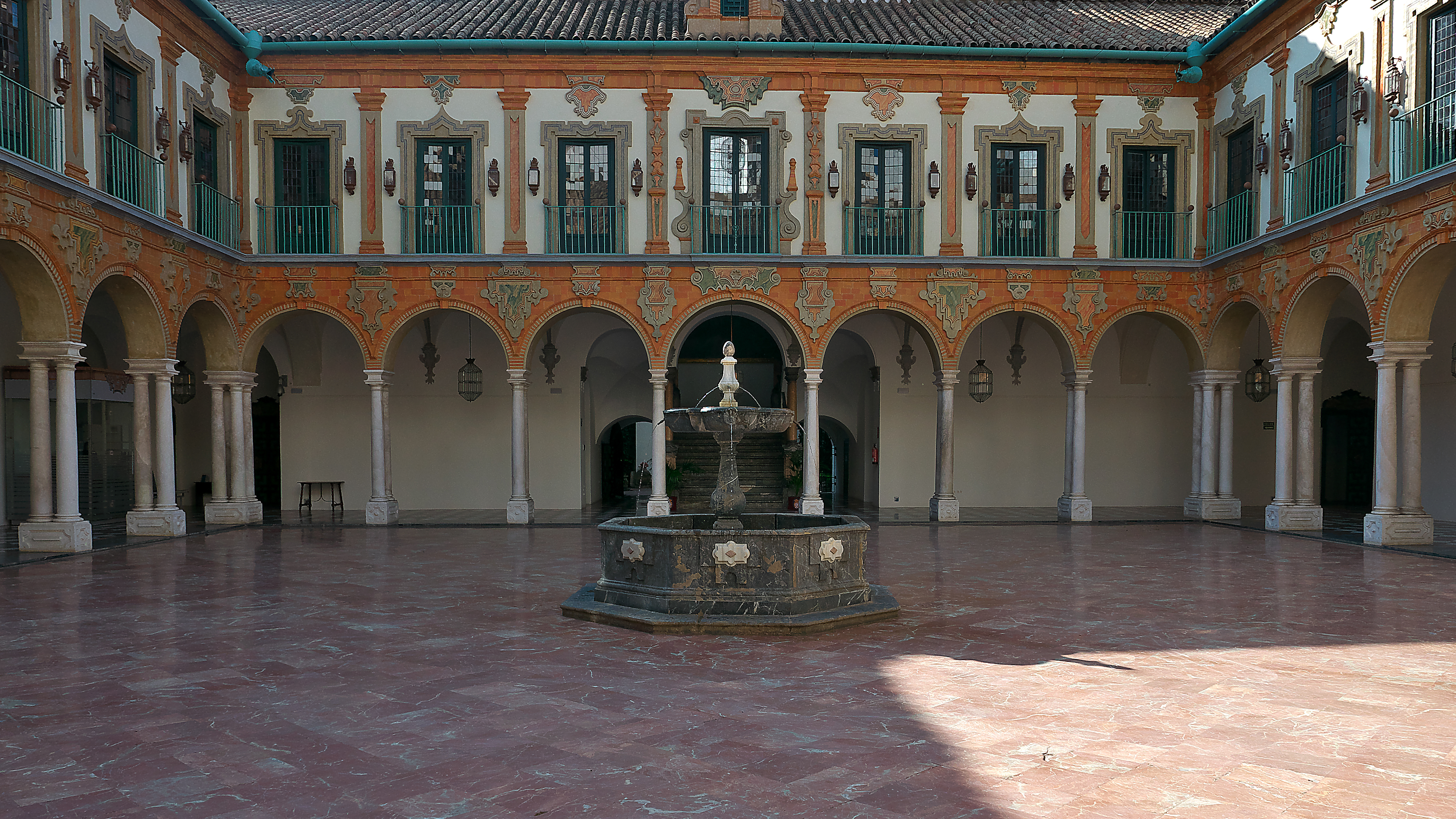
Claustre principal

Del convent construït al segle xiii no s'ha conservat pràcticament res, encara que se sap que està situat en el mateix lloc en què es va fundar. Testimoni de l'esplendor de la institució en aquests segles és el «Cristo de la Merced», important peça de finals del segle xiv.
L'edifici actual és una obra del segle xviii, ignorant-se fins a la data els autors que van intervenir en l'estructuració del conjunt. En canvi sí es pot afirmar que en la seva construcció hi va haver dues fases. La primera correspon als començaments del segle xviii, quan es construeix tota l'ala septentrional, és a dir, el claustre secundari i dependències annexes. D'elles només s'han conservat el pati i l'escala. Aquesta última va ser finançada pel cardenal Salazar i la va fer Francisco Hurtado Izquierdo. La seva traça guarda estreta relació amb l'escala secundària que el citat mestre realitza per aquests anys per a l'Hospital del Cardenal Salazar.
En una segona etapa s'emprèn la construcció de l'església, el claustre principal, l'escala i les dependències que l'envolten. Es transforma també la façana exterior del convent, donant-li al conjunt la major conjunció i unitat. Aquest queda així constituït per un gran rectangle bellament acoblat en què l'horitzontalitat de la façana principal queda trencada per la verticalitat de l'església.
Les obres es van desenvolupar entre 1716 i 1760, sota el patrocini de fra Pere d'Anguita, fra Pedro González i fra Lorenzo García Ramírez. Es desconeixen els mestres que les van portar a terme, encara que no es descarta la col·laboració dels germans Francisco i Juan Aguilar del Riu Arriaza, Tomás Jerónimo de Pedrajas i Alonso Gómez de Sandoval.

## Església
L'església es va construir entre 1716 i 1745. Està situada al centre del conjunt i serveix d'eix divisori entre els dos claustres que articulen l'edifici, el nexe d'unió el constitueix la galeria que circumda la capçalera del temple.
A l'exterior mostra una façana estructurada en tres carrers per mitjà de pilastres que separen la part central de les laterals, rematades aquestes per sengles espadanyes. El carrer central coincideix amb el desenvolupament de la nau principal del temple; està formada per tres cossos sobre els quals descansa una frontó triangular coronat per la figura de sant Rafael. Al centre sobresurt la portada de l'església, en pedra blanca, amb gran moviment en les cornises i suports, destacant en el segon cos un fornícula amb la imatge pètria de Nuestra Señora de la Merced.
L'església és de planta de creu llatina inscrita en un rectangle. Té capçalera plana —flanquejada per sagristies—, darrere de naus i creuer. Per sobre dels arcs formers, al llarg dels braços de la creu, s'obren tribunes. La nau central es cobreix amb volta de canó amb llunetes i els braços del creuer ho fan amb quarts d'esfera dividits en tres grills. Els elements tectònics es decoren amb medallons policromats, on apareixen bustos en mig relleu dels sants i beats de l'ordre mercedària emmarcats per riques guixeries. Té un amplíssim cor alt l'ampit del qual s'encorba per incorporar les tribunes dels òrgans, dissortadament perduts. La testera del cor lluïa una pintura mural de mig punt que representava l'Aparició de Sant Rafel al beat Simó de Sousa realitzada per José Ignacio de Cobo i Guzmán.
Al voltant de 1770 es va encarregar a Alonso Gómez de Sandoval el retaule major, malauradament desaparegut en el violent incendi de 1978. Dels mateixos anys es conserven els altars laterals de Santa Maria del Socors i Santa Mariana, obres fetes en estuc i igualment relacionades amb Gómez de Sandoval, encara que estan molt restaurades.
Aquí resideix la Pro-Hermandad de la Quinta Angustia.

## El claustre i l'escala

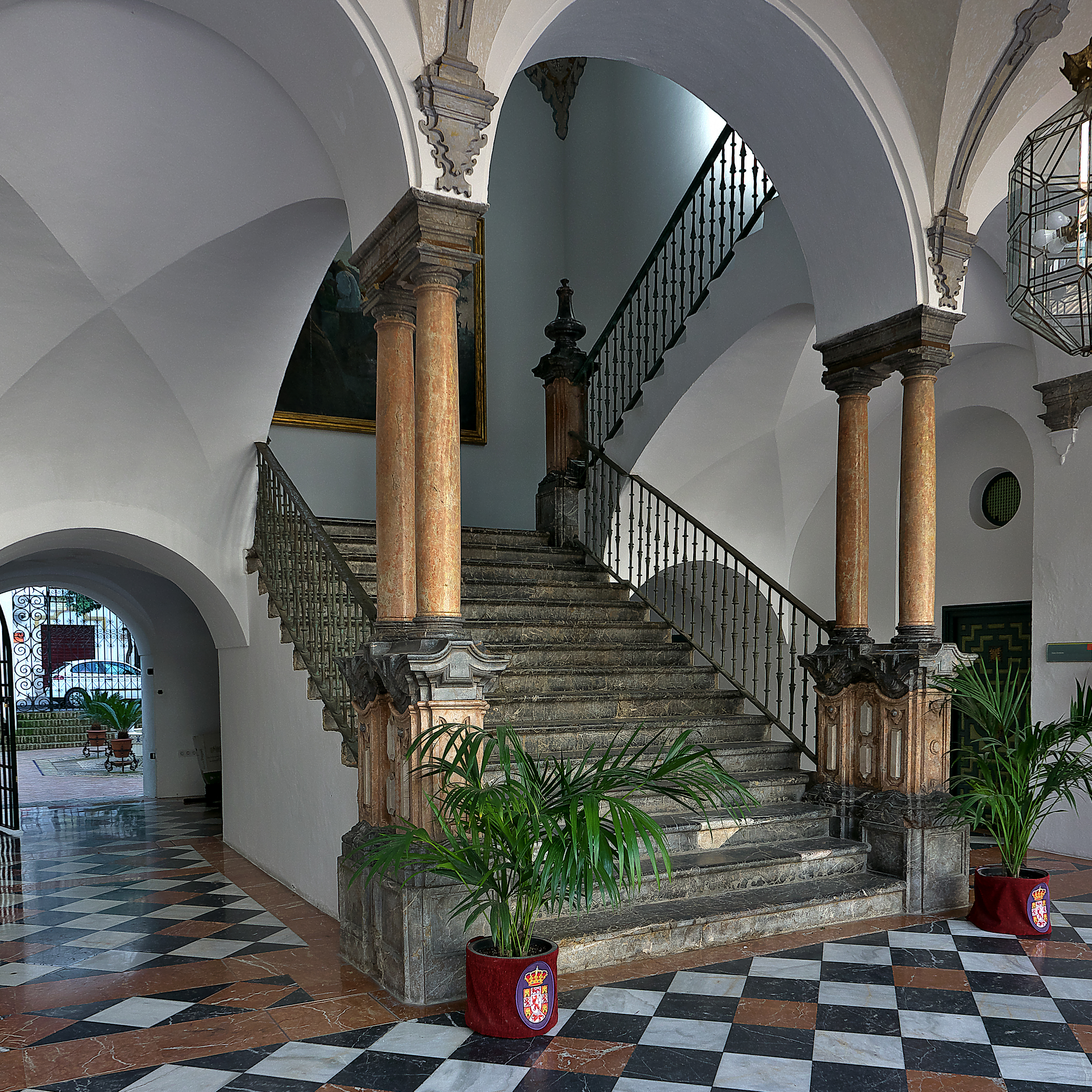
Escala del claustre principal

Un cop acabada l'església es va construir el claustre principal, acabat cap a 1752. És de planta quadrangular i està format per dos pisos; el baix és porticat i presenta arcs de mig punt sobre parells de columnes toscanes. El segon pis és tancat i té pilastres, ornamentades amb placats, i balcons en els espais intermedis. Al centre llueix una gran font de marbre negre. Tot el conjunt va profusament decorat, destacant la cornisa amb penjants i la pintura que recobreix els elements ornamentals, que reforça la seva estètica barroca.
En aquells dies es va construir també l'escala que arrenca de la crugia meridional del pati i posa en comunicació les dues plantes de l'edifici. És de tipus imperial amb caixa quadrangular. Mostra un primer tram senzill i centrat, que es divideix en dos laterals paral·lels a partir d'un descans, completant així la quadratura de la planta. Està realitzada amb marbres de diversos colors, embotits i taraceados, aconseguint-se una obra de gran prestància, relacionada per la seva estètica amb Gómez de Sandoval. Es cobreix amb una cúpula semiesfèrica decorada amb relleus policromats que representen escenes de la vida de sant Pere Nolasc.

## Conservació de l'edifici

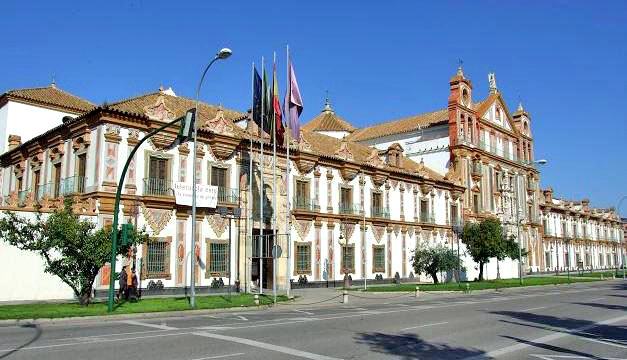
Vista de conjunt

L'exterior de l'edifici conventual ha sofert diverses alteracions al llarg del temps, sent la façana oriental la que millor ha conservat la seva forma original. El costat septentrional, tot i que mostra les mateixes característiques formals que el front principal, manifesta la incorporació d'elements nous, com la portada de pedra que procedeix de la porteria de Sant Pere d'Alcántara, obra del segle xvi, emplaçada allà a la dècada de 1960 per exprés desig de l'arquitecte de la corporació Rafael de la Hoz. La façana sud es va crear en aquells dies i es decora amb un gran rellotge de sol, obra d'aquest mateix arquitecte. En l'actualitat (2007) es treballa a l'església per tornar-li l'esplendor que va tenir en el segle xviii, perdut el 1978. S'està copiant el retaule major a partir de fotos i s'han restaurat les imatges cremades.

## Col·leccions
Guarda aquesta institució una sèrie d'obres artístiques d'èpoques diverses. Les més antigues procedeixen en la seva major part del convent; altres han arribat en qualitat de justificant de les beques d'artistes pensionats sufragats per la corporació. Finalment hi ha un altre grup d'obres que provenen dels certàmens i exposicions patrocinats per la diputació; per aquest motiu al costat d'obres mediocres d'artistes locals figuren també creacions de destacats mestres del panorama contemporani nacional, com són Menchu Gal, Maria Antònia Dans, Luis García Ochoa, Antonio Zarco o José Duarte, cofundador d'Equipo 57.
Entre les peces de major antiguitat destaquen una bellíssima copa gremial, adaptada a copó, obra probablement flamenca del segle xvi, i la sèrie de quadres sobre la vida de sant Pere Nolasc, realitzada per José Ignacio de Cobo i Guzmán en la primera meitat del Set-cents. Alguns d'aquests llenços pertanyen al Museu de Belles Arts de Còrdova i es troben aquí en dipòsit. Hi ha a més un bon nombre d'obres anònimes tant d'escultura com de pintura. Entre les primeres cal citar el grup de santa Anna i la Verge, del primer terç del segle xviii.
A segle xix corresponen un interessant grup d'obres pictòriques realitzades pels diferents artistes que van ser pensionats per la Diputació per a fer estudis de pintura. Entre ells cal esmentar a Alfredo Lobato, Adolfo Lozano Sidro, Joaquín Martínez de la Vega —que va pintar en 1865 l'enorme llenç d'Els ermitans de Betlem donant menjar als pobres— José Muñoz Contreras, Agustín del Pi, Rafael Romero de Torres i Tomàs Muñoz Lucena, a qui es deu Pregària a les Ermites, obra guardonada amb primera medalla en l'Exposició Nacional de Belles Arts de 1901.
En el camp de l'escultura destaquen les creacions de Mateo Inurria Lainosa, entre les quals sobresurten Al·legoria de Còrdova, de 1888, i Matèria en triomf, de 1889, una de les seves més importants creacions. Molt interessant és la col·lecció de gravats i litografies dels principals monuments de la ciutat, realitzats per famosos artistes de la talla de David Roberts, Agustín François Lemaître, Genaro Pérez Villamil i Francisco Javier Parcerisa entre d'altres. Es conserven també algunes peces de plata de l'antiga església conventual.
La pintura del segle xx està representada per un bon planter d'artistes locals i forans les obres dels quals reflecteixen les múltiples tendències de l'art del nostre temps. Entre els primers, que són sens dubte els més nombrosos, figuren Àngel Díaz Huertas, Àngel López-Obrero, Pedro Bé, Rafael Botí, Miguel del Moral, Rafael Serrano, Teresa García Courtoy i Julia Hidalgo. Hi ha a més una nodrida galeria de retrats dels diferents presidents de la institució realitzats per diferents artistes, entre els quals es troben Pedro Bueno i Enrique Segura.